# Statuto di Anna

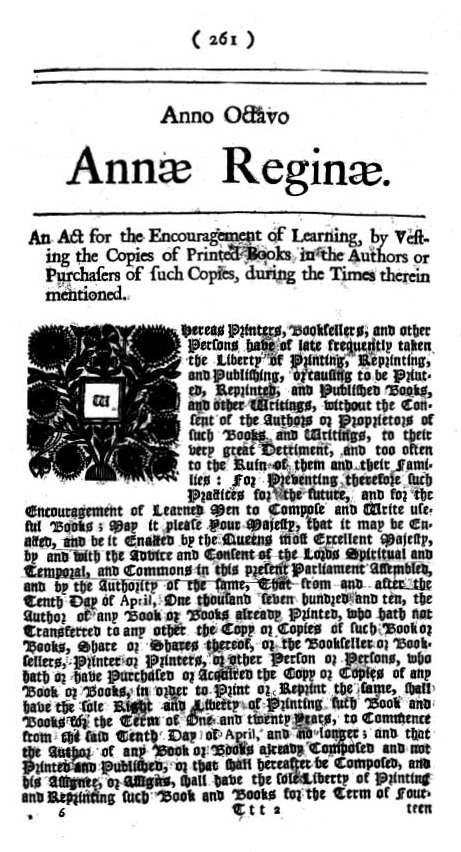
Lo Statuto di Anna entrò in vigore nel 1710

Lo Statuto di Anna, titolo breve Copyright Act 1709 8 Anne c.19 (titolo completo An Act for the Encouragement of Learning, by vesting the Copies of Printed Books in the Authors or purchasers of such Copies, during the Times therein mentioned), è stata la prima legge sul copyright nel Regno di Gran Bretagna (oggi Regno Unito). È stato promulgato nel 1709 ed è entrato in vigore il 10 aprile 1710. Esso è generalmente considerato il primo statuto completo sul copyright. Prende nome dalla regina Anna di Gran Bretagna, durante il cui regno fu promulgato; oggi è considerato l'origine della legge sul copyright.

## La Storia
Con l’avvento della stampa, introdotta in Inghilterra da William Caxton nel 1476, il testo scritto cominciò ad avere una forte presenza nell’economia.  Il governo agì di conseguenza, esonerando i libri dalla legislazione protezionista dell’epoca, bandendo l’importazione di lavori stranieri e garantendo al Lord cancelliere il potere di imporre un prezzo massimo per i libri inglesi. Con Enrico VIII la presenza del governo nell’industria della stampa si fece ancora più evidente. Il monarca stesso disse: “Sono nate numerose polemiche e losche opinioni nel reame d’Inghilterra a seguito di insegnamenti sbagliati e libri malvagi, dichiaro che tutti gli autori e i tipografi dovranno permettere al Consiglio Privato o ai loro agenti di leggere e censurare i libri prima della loro pubblicazione.”

### LaStationers' Company
Per limitare il danno d’immagine alla corona e rendere più efficace il lavoro di censura, il 4 maggio 1557 con un decreto reale della Regina Maria I, la Corona riservò il diritto di stampa alla sola Corporazione degli stampatori e cartolai di Londra (London Stationers' Company). Tale corporazione deteneva inoltre il diritto esclusivo di stampare e distribuire libri; i suoi membri avevano la facoltà di entrare in qualsiasi tipografia, distruggere le opere clandestine ed ottenere l'arresto di chiunque vi stesse lavorando. Ogni libro doveva essere sottoposto al controllo della corporazione. Se il controllo veniva superato, il libro veniva inserito nel Registro ufficiale. Se venivano riscontrati problemi, la proibizione era immediata. Ciò avveniva anche nel caso in cui un libro non fosse stato sottoposto al controllo.
Sebbene fosse in vigore il monopolio sul diritto di copia e stampa, appartenente agli editori (e non agli autori), il concetto di "copyright" non era inteso come avviene oggi: esso veniva applicato solamente ai libri che venivano accettati e pubblicati dalla corporazione. Un membro della corporazione che registrava un libro deteneva una licenza a lungo termine sulle sue ristampe, copie e pubblicazioni. Tale diritto poteva essere ceduto ad un altro membro della corporazione o poteva essere trasferito ai propri eredi. L'unica eccezione avveniva quando un'opera era fuori stampa da più di sei mesi e il libraio (membro della corporazione) che ne deteneva i diritti ignorava l'avviso di renderlo reperibile: in questo caso il copyright passava automaticamente ad un altro membro della corporazione. Il ruolo dell'autore non veniva rispettato né era concesso agli autori di far parte della corporazione.
Con la legge di licenza (Licensing Act) del 1662 i poteri della corporazione vennero riconfermati e vennero introdotte nuove restrizioni alla stampa. Questo creò un vero e proprio monopolio, criticato aspramente da autori come John Milton e John Locke.
L'influenza della corporazione ebbe un duro colpo nel 1695, anno in cui il Licensing Act non venne riconfermato.
Ciò creò confusione riguardo al concetto di copyright poiché, in mancanza di leggi che lo dichiarassero tale, cessava di essere un principio legalmente vincolante.

### Tentativi di sostituzione
Numerosi furono i tentativi di sostituire il Licensing Act e colmare il vuoto legale che si era formato.
Un comitato, guidato da Edward Clarke, scrisse la “Proposta di Legge per Una Migliore Regolamentazione della Stampa e delle Macchine Da Stampa”, che ricordava molto il Legislation Act con la differenza che limitava l’applicazione ai testi religiosi, storici e politici. La proposta di legge però non conteneva riferimenti ai testi come oggetti di proprietà, creando quindi problemi alla Compagnia dei Librai, che desiderava ricostruire il proprio monopolio. La proposta di legge, anche a causa dell’influenza della Compagnia, non passò.
La questione del copyright era ancora irrisolta, numerosi autori, tra cui Jonathan Swift, e librai chiedevano dunque la risoluzione del problema.
I librai cambiarono strategia; servivano nuove leggi non per il monopolio della stampa, bensì per tutelare la proprietà intellettuale degli autori. La strategia si rivelò efficace, causando una pronta risposta del parlamento.

### Nascita dello Statuto
Nel 1707 i parlamenti inglese e scozzese vennero uniti come risultato dell'Atto di Unione. Il nuovo parlamento poté cambiare le leggi in entrambi gli stati; il Copyright Act del 1709 fu una delle più importanti leggi di questo primo periodo. Il titolo completo in italiano è "Atto per l'Incoraggiamento dell'Istruzione, lasciando il Possesso delle Copie dei Libri Stampati agli Autori o acquirenti di tali Copie, per il Periodo sottomenzionato".
Il progetto di legge ebbe notevoli cambiamenti nel passaggio parlamentare, con la Camera dei Lord che fece le modifiche più sostanziali. Il progetto originale era composto di sole sei frasi, e si basava ampiamente sul Licensing Act del 1662: restrizioni imposte dalla Stationers' Company, una corporazione di tipografi a cui era stato dato il potere esclusivo di stampa – e la responsabilità di censura – dei lavori letterari. La censura amministrata sotto il Licensing Act scatenò proteste pubbliche finché nel 1694 il Parlamento rifiutò di rinnovare l'atto, mettendo un freno al monopolio degli Stationers. Nei dieci anni successivi gli Stationers sostennero ripetutamente progetti di legge per autorizzare nuovamente il vecchio sistema, ma il Parlamento li respinse. Davanti a questi fallimenti, gli Stationers decisero di enfatizzare i benefici delle licenze in favore degli autori; così facendo convinsero il Parlamento a considerare un nuovo progetto di legge.
Esso vietava la stampa, ristampa o importazione di un qualunque libro che "un qualsivoglia autore avrà scritto o composto" o che un qualunque librario o stampatore aveva acquistato oppure ottenuto dall'autore, comminando multe a chi violava la legge. La prima bozza richiedeva anche una registrazione presso la Stationers' Company prima della pubblicazione, oltre che la consegna di una copia del libro per la Biblioteca Reale e quelle di Oxford e Cambridge. Il progetto prevedeva anche un controllo sul costo dei libri pubblicati a un prezzo "troppo alto o irragionevole". Era infine permesso a chiunque importare e vendere "classici" stampati originariamente "oltre Manica".
Il preambolo e la prima sezione della bozza enfatizzavano il concetto di "copia di un libro" come una forma chiaramente riconoscibile di proprietà, uguale come status ai beni tangibili. Non venivano però proposti limiti in termini di protezione di tali proprietà.

## Lo Statuto di Anna
Il lungo titolo originale dello statuto, formato da 11 sezioni, è "An Act for the Encouragement of Learning, by vesting the Copies of Printed Books in the Authors or purchasers of such Copies, during the Times therein mentioned". La prima sezione dello statuto indica lo scopo della legislazione, ossia portare ordine nel commercio del libro:
L'approvazione dello Statuto d'Anna nell'aprile del 1710 ha segnato un momento storico nel nascente sviluppo della legge sul copyright. Con lo Statuto il diritto di stampa, ristampa e vendita dell'opera passava all'autore. Come primo statuto sui diritti d'autore della storia, garantiva al pubblicatore di un'opera scritta una protezione legale della stessa, della durata di 14 anni dopo la pubblicazione dello Statuto; inoltre forniva una protezione di 21 anni per tutti i libri pubblicati precedentemente. Alla fine dei 14 anni, il copyright tornava all'autore dell'opera, che poteva goderne per 14 anni a sua volta.
Il testo prevedeva che il diritto consistesse nel poter stampare e ristampare l'opera scritta, e per infrangere questo copyright era sufficiente, oltre che stamparne o ristamparne una copia, importare l'opera senza consenso.
Coloro che avessero infranto le regole sancite dallo Statuto d'Anna sarebbero stati multati per la cifra di un penny per ogni pagina dell'opera (la somma risultante veniva poi divisa fra l'autore e la Corona); inoltre la copia contraffatta doveva essere distrutta.
Lasciando al proprio posto il sistema di registrazione dell'opera esistente, lo statuto specificava che si sarebbe potuto ricorrere a vie legali contro chi avesse infranto le regole, solo ed esclusivamente se l'opera fosse stata registrata in precedenza alla Stationers' Company. I requisiti formali richiesti per la registrazione permettevano gli utilizzatori di rintracciare il possessore dei diritti sulla stessa. Inoltre lo Statuto di Anna proibiva di importare opere straniere, con la sola eccezione dei classici greci e latini.
Inizialmente lo Statuto venne ben accolto poiché garante di un commercio sicuro che stabiliva un compromesso tra autori ed editori. La clausola riguardante il deposito dell'opera, però, non fu un vero e proprio successo poiché, non rispettata, le sanzioni erano molto severe. Inoltre il numero di depositi richiesti richiedeva un numero di stampe che comportava una spesa non indifferente.
Un altro fallimento, identificato da Bracha, non era relativo a ciò che veniva tutelato dallo Statuto, ma a ciò che non veniva preso in considerazione. Infatti lo Statuto non forniva nessun dettaglio su come identificare gli autori e le opere ma si riferiva solo ai "libri". L'effetto che ebbe lo Statuto sugli autori fu minimo. Prima dello Statuto gli editori potevano comprare il manoscritto originale dall'autore e continuarono a farlo in seguito con la differenza che per effetto dello Statuto compravano anche il copyright. Infine lo Statuto non ebbe effetti sul potere economico della Compagnia.
Nel 1731, scaduti i termini fissati dallo Statuto di Anna, i librai scozzesi ripresero a pubblicare testi editi dai librai inglesi. Nacque così la battaglia nota come “Battle of the booksellers”(letteralmente la battaglia dei librai) che durò trent'anni. I librai inglesi ritenevano che il copyright dovesse essere considerato perpetuo e che lo Statuto di Anna aveva solo integrato e supportato il diritto d'autore che già esisteva, in base al quale, era già illecito impadronirsi dell'opera di un'altra persona senza il suo permesso. Quindi, sempre secondo gli inglesi, al termine dei 21 anni, gli editori potevano ancora vietare la pubblicazione dell'opera da parte di terzi. Di contro, i librai scozzesi ritenevano che non esistesse nessuna legge preesistente sul diritto d'autore e che quindi, al termine dello Statuto di Anna, l'opera diventasse libera.

## Importanza
Lo Statuto d'Anna è stato il primo statuto ad occuparsi del copyright e viene pertanto visto come "un momento storico dello sviluppo del diritto d'autore". Lo Statuto d'Anna oltre a tutelare l'editore tutela anche l'autore dell'opera, operazione che ai tempi in Gran Bretagna era tutt'altro che scontata. Sebbene sia difficile da dimostrare alcuni studiosi, tra cui Joris Deene dell'Università di Ghent, sostengono che lo Statuto d'Anna abbia influenzato in maniera più o meno indiretta i provvedimenti di altri stati nei confronti del copyright, tra cui il Belgio e gli Stati Uniti d'America. Per quanto riguarda invece eventuali influenze subite dal diritto d'autore francese, come sottolinea anche lo studioso Christophe Geiger, non si è in grado di determinarle poiché fino ad oggi non è stato trovato nessun collegamento diretto tra essi.